# Jean-Marie Raoul
Jean-Marie Raoul (París, 1766-1837) fou un músic francès. Seguí la carrera de lleis, i fou advocat del Tribunal de Cassació, ocupant posteriorment alguns càrrecs administratius. Cultivà la música com aficiona, distingint-se com a violoncel·lista; també es dedicà a la composició, figurant entre les seves obres: Tres sonates per a violoncel i baix, Airs variés on étides, tres nocturns a 2 veus i tres romances, tot amb acompanyament de piano, totes aquestes obres foren publicades a París.